# Manuel de Juan
Manuel de Juan Guillot (Valencia, 1 de enero de 1898-Madrid, 1 de junio de 1981) fue un actor español que participó en una cuarentena de películas entre las décadas de 1940 y 1960, básicamente en papeles secundarios o de reparto. También destacó en el mundo del doblaje, siendo la voz en español de actores como Edmund Gwenn, Harry Davenport, Nigel Bruce y Walter Brennan, entre otros.
Estuvo casado con la también actriz Paz Robles. Ambos de encuentran enterrados en el madrileño Cementerio de la Almudena.

## Filmografía
- La casa de la lluvia (1943)
- Misterio en la marisma (1943)
- Lola Montes (1944)
- Altar mayor (1944)
- Cuatro mujeres (1947)
- El huésped de las tinieblas (1948)
- Alas de juventud (1949)
- Entre barracas (1949)
- La guitarra de Gardel (1949)
- La revoltosa (1949)
- Yo no soy la Mata-Hari (1949)
- Apartado de correos 1001 (1950)
- El último caballo (1950)
- Pequeñeces (1950)
- El gran Galeoto (1951)
- Surcos (1951)
- Cerca de la ciudad (1952)
- El cerco del diablo (1952)
- La hermana San Sulpicio (1952)
- Puebla de las mujeres (1953)
- Los peces rojos (1955)
- Suspiros de Triana (1955)
- Fedra (1956)
- Todos somos necesarios (1956)
- El inquilino (1957)
- La hija de Juan Simón (1957)
- Los jueves, milagro (1957)
- El Cristo de los Faroles (1958)
- La vida por delante (1958)
- La vida alrededor (1959)
- Bajo el cielo andaluz (1960)
- Café de Chinitas (1960)
- El amor que yo te di (1960)
- Bello recuerdo (1961)
- Mi noche de bodas (1961)
- ¿Chico o chica? (1962)
- El balcón de la luna (1962)
- El puente de los suspiros (1964)
- Puente de coplas (1965)